# 自公連立政権
自公連立政権（じこうれんりつせいけん）とは、自由民主党と公明党による連立政権である。自公政権（じこうせいけん）や、単に両党を指して自公（じこう）とも呼ばれる。
1999年（平成11年）10月5日から2009年（平成21年）9月16日まで、および2012年（平成24年）12月26日から現在まで日本の政権を担っている。

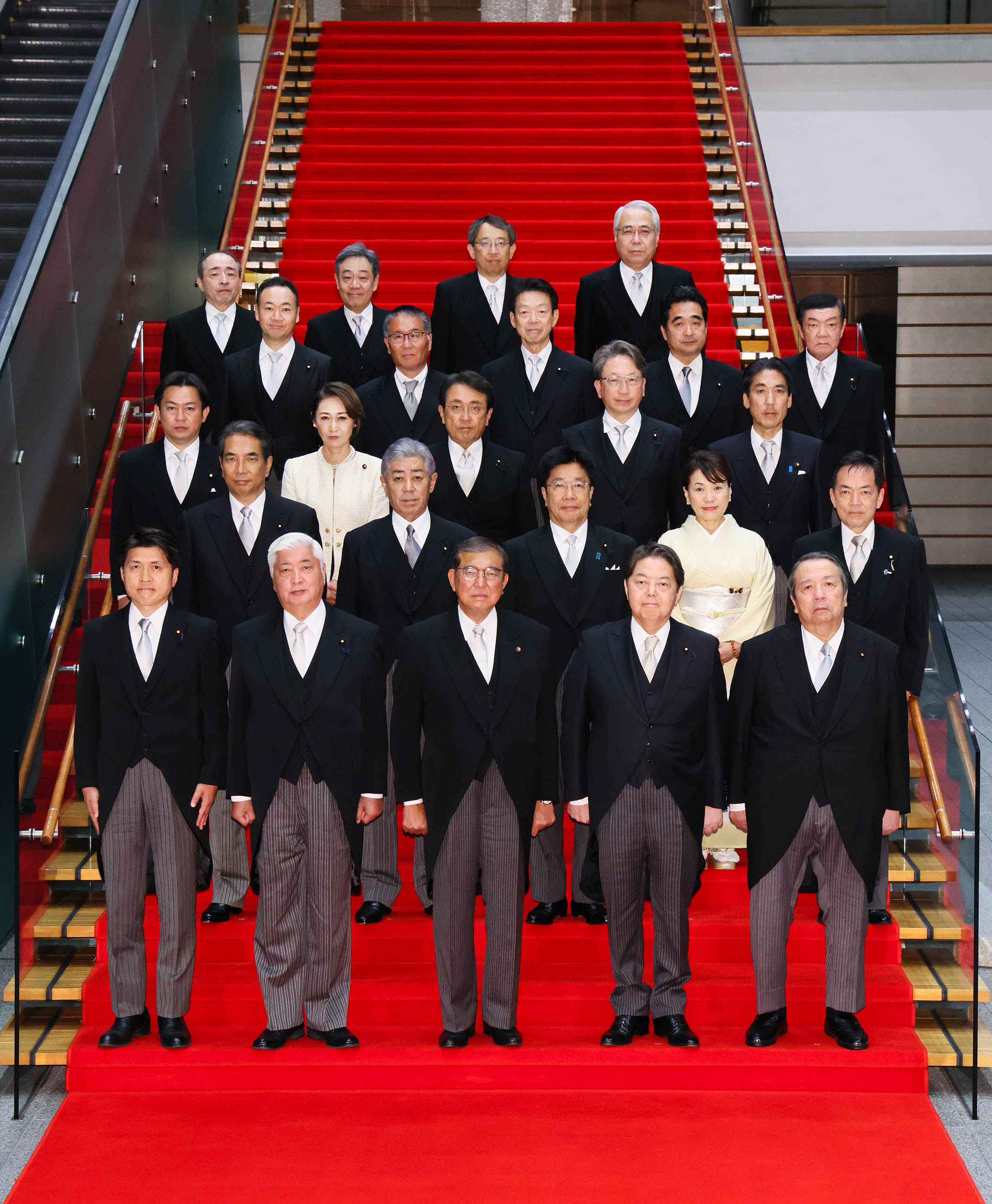
現在の第2次石破内閣。

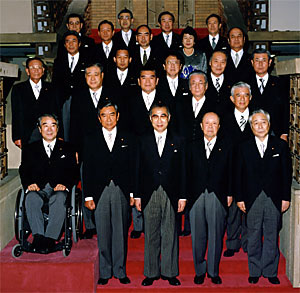
自由民主党と公明党による初の連立政権である小渕第2次改造内閣、当時は自由党を含めた「自自公連立政権」であった。

## 概説
1999年（平成11年）10月5日、小渕第2次改造内閣（小渕恵三首相）の下で自由民主党と公明党が連立し、国会衆議院及び参議院で過半数の議席を制した状態を指す。

当初は自由党（2000年（平成12年）4月1日まで）、保守党（2000年（平成12年）4月1日から2003年（平成15年）11月21日まで。ただし2002年（平成14年）12月25日に保守新党に改称）も参加していた自自公連立、自公保連立だったが、2003年に保守新党が自民党に吸収される形で消滅し、第2次小泉内閣（小泉純一郎首相）から自公連立になった。

## 歴史

### 自由民主党の55年体制時代
戦後の日本政治において1955年（昭和30年）に始まって自由民主党と日本社会党による「55年体制」の段階では公明党は中道であり、親自民と非自民の狭間を揺れていた。選挙に勝利すれば日米安保・自衛隊に賛成、敗北すれば反対と、特に外交・安全保障防衛政策で立場の不鮮明が目立った。また、支持母体である創価学会においても、壮年部（40歳以上の男性会員）が親自民もしくは自公民路線、婦人部（既婚女性会員）と青年部（男性は40歳未満、女性は40歳未満かつ未婚者の会員）が非自民もしくは社公民路線を支持するなど内部の路線対立も存在していた。
1970年（昭和45年）に、創価学会が起こして問題となった言論出版妨害事件における問題を契機に公明党と田中角栄（自民党田中派）と良好な関係を構築、田中派が竹下派へ移行した後も、公明党の矢野・竹入・市川といった党幹部と自民党竹下派の議員との個人的なパイプが構築されていった。
55年体制末期はねじれ国会のもとでの与野党提携の必要から自公民路線が確立されていたが、自民党側では竹下派の小沢一郎が両党とのパイプ役を担っていた。

### 55年体制崩壊と公明党の連立参画
1992年（平成4年）の、竹下派（経世会）の分裂により端を発し、翌年の1993年（平成5年）の、第40回衆議院議員総選挙で自民党は過半数割れした。公明党は、自民党を離党し新党を結成した小沢一郎と細川連立政権（細川護熙首相）へ参画し、自民党の一党優位体制が崩壊。下野した自民党は翌年の1994年（平成6年）2月に創価学会、公明党への攻撃姿勢を全面に出し、有志議員における勉強会「憲法20条を考える会」を結成。同年4月には非自民連立政権から日本社会党が離脱し、6月末には自社さ連立政権が成立して自民党が与党に復帰した。一方、年末に公明党は分党し、旧連立派で結成した新進党に一部合流。

1995年（平成7年）7月の第17回参議院議員通常選挙で村山富市政権の与党である自民党・社会党・新党さきがけは大きく議席を減らした。この時、自民党を初めとする与党は新進党を構成する旧公明党の支持母体である創価学会に対する攻撃を展開した。宗教法人法の改正に伴い、学会名誉会長池田大作の証人喚問を要求し、週刊誌に掲載された池田のレイプ疑惑を追及、自民党の機関誌「自由新報」に継続的に掲載し反創価学会キャンペーンと呼ばれるまでに至った。
そんな中行われた1996年（平成8年）の第41回衆議院議員総選挙で新進党が政権取りに失敗すると、新進党内では権力争いや自民党からの引き抜き工作もあり崩壊寸前にまで至った。追い打ちをかけるように旧公明党の参院・地方議員を中心とする政党「公明」が新進党へ合流せず、1998年（平成10年）の第18回参議院議員通常選挙に独自で臨む事を決定。これを受けて1997年（平成9年）12月31日、新進党は自由党・改革クラブ・新党平和・新党友愛・黎明クラブ・国民の声の6党に分党することになった。
自民党は1998年（平成10年）7月の第18回参議院議員通常選挙で改選前の61から45に大幅に議席を減らした。この選挙の敗北の責任を取り橋本龍太郎内閣が総辞職し、同月30日に小渕恵三内閣が成立した。8月中旬、元首相の竹下登は創価学会会長の秋谷栄之助と密かに会談を行い、創価学会の協力を取り付けた。

政権運営に行き詰った自民党はまず自由党との連立協議に入り、1998年（平成10年）11月、自自連立の基本合意が首相小渕恵三と小沢一郎自由党代表の間で取り交わされた。同年11月7日、旧公明党系の「新党平和」・「黎明クラブ」・「公明」が合流し、「公明党」を再結成。この際、代表の神崎武法は「自民党の補完勢力にはならない。自公連携、自公連立は考えていない」との考えを表明していた。
自民党はこうした不安に配慮した。自民党にとっては、自由党との連立のみでは参議院の過半数には足りず、過半数、さらには安定多数を確保するためには、公明党の議席が必要だった。1998年（平成10年）11月、自民、公明両党は、公明党が主張した地域振興券を補正予算案に盛り込むことで合意。1999年（平成11年）3月には問題発言などで公明党が辞任を求めていた法相の中村正三郎を事実上更迭した。他方、公明党は11月15日投開票の沖縄県知事選挙で従来行っていた革新候補（大田昌秀）の支持を取りやめ、表向き「大田昌秀氏支持を基軸に自主投票」としつつ、実質的に保守（自民）候補の稲嶺惠一を支援し、稲嶺が当選した。
1999年（平成11年）1月14日、自民党と自由党の連立政権が発足。公明党もいまだ名目上は野党ながら、周辺事態法、国旗・国歌法、通信傍受法、住民基本台帳法改正など、政府・与党の重要法案に次々と協力し、与党入りの足場固めをした。同年10月5日、自民党の小渕内閣との自自連立に正式参加。自自公連立政権が誕生した。これ以降第1次森内閣・第2次森内閣（→改造 中央省庁再編前→改造 中央省庁再編後）（森喜朗首相）・第1次小泉内閣 （→1次改造→2次改造）・第2次小泉内閣（→改造）・第3次小泉内閣（→改造）（小泉純一郎首相）・第1次安倍内閣（→改造）（安倍晋三首相）・福田康夫内閣（→改造）（福田康夫首相）・麻生内閣（麻生太郎首相）、そして、自民党が政権を奪還した第2次安倍内閣（→改造）・第3次安倍内閣（→1次改造→2次改造→3次改造）・第4次安倍内閣（→1次改造→2次改造）（安倍晋三首相）・菅義偉内閣（菅義偉首相）・第1次岸田内閣・第2次岸田内閣 （→改造）（岸田文雄首相）・第1次石破内閣・第2次石破内閣　(石破茂首相)においても公明党は自民党との連立政権を維持した。

### 自自公から自公保へ
自自公連立政権が発足した後、自民党は自由党の処理に困っていた。仮に自由党が離反しても衆参で過半数を維持できるためである。実際、連立政権合意に盛り込まれた消費税の福祉目的税化などについて、自民党が協議に応じる気配は一向になかった。危機感を強めた自由党の小沢は小渕に連立合意の実行に加えて、自民、自由両党の解党による政界再編を迫った。しかし、小渕はこれを受け入れるには至らず、2000年（平成12年）4月1日の党首会談後、自由党は連立を離脱した。連立離脱に反対した自由党所属の議員は、扇千景を党首とし保守党を立ち上げ（2002年（平成14年）に保守新党へ変更）、自公保連立政権が成立した。また翌2日、小渕が脳梗塞に倒れた。
自公保連立政権となった後に実施された第42回衆議院議員総選挙では、自民党・公明党・保守党それぞれが議席を減らすも、連立政権として過半数を維持した。

### 小泉フィーバーから自公連立へ
2001年（平成13年）、小泉純一郎自民党総裁が首相に就任し第1次小泉内閣が誕生すると、小泉純一郎の人気に推されて自民党人気が復活した。対してこの頃二大政党制を掲げる民主党の勢いが拡大、2003年（平成15年）には民由合併で自由党を吸収、同年の衆院選では日本共産党と社会民主党の議席も吸い上げて巨大化した。議席を減らした保守新党は自民党に吸収される形で解散し、自公連立政権VS民主党の構図となる。

2005年（平成17年）、郵政民営化を巡る争いで衆議院が解散、第44回衆議院議員総選挙が実施され、自民党は大勝したが公明党は逆に議席を減らす結果になった。

### 麻生内閣の第45回衆院選大敗、民主党に政権交代、自公下野
2006年（平成18年）、安倍晋三自民党総裁が首相に就任し第1次安倍内閣が誕生すると、当初の高い支持率は年金記録問題や閣僚のスキャンダルで急降下、その逆風をまともに受け、2007年（平成19年）の第21回参議院議員通常選挙では自民党・公明党が議席を大きく減らし、民主党に参議院での比較第1党を許した。選挙後、安倍晋三・太田昭宏ともに代表辞任を否定した（後に安倍は辞任）。公明党は、選挙区で落選者を出し2勝3敗と負け越したため、支持母体の創価学会より執行部への責任論が浮上、支援者から責任を取れ、辞任しろという厳しい声まで上がった。
教育基本法改正など自公間の温度差もあったものの自民党と公明党は連携し政権を運営するが、格差社会問題やリーマンショック不況が激化、さらに自民党内の権力闘争の問題から安倍晋三、福田康夫、麻生太郎と三人続けて安倍おろし・福田おろし・麻生おろしのネガティブキャンペーンが起き、自民党の支持率はますます低下した。

公明党は早期解散を希望するようになるが、結局任期満了に近い状態で2009年（平成21年）8月に実施された第45回衆議院議員総選挙では、自民党・公明党ともに大敗。民主党・社会民主党・国民新党による民社国連立政権の成立を許すことになった。同年9月16日に麻生内閣は総辞職し、自自公、自公保を含め、約10年間にわたる連立に終わりを告げた。総選挙で落選した太田は当初代表続行を宣言したが連立内閣樹立直前の9月8日付けで公明党代表を退き、後任には山口那津男が就いた。

### 第46回衆院選大勝、第2次安倍内閣より自公連立復活
反転攻勢のきっかけは、2010年（平成22年）7月の第22回参院選である。自民に代わって第一党となった民主党に加え、社会民主党（社民党、代表・福島瑞穂）・国民新党（代表・亀井静香）が連立を組み、民主党代表・鳩山由紀夫を首相とする民社国連立政権としてスタートしたものの、鳩山由紀夫内閣の普天間基地移設問題公約放棄と小沢派・反小沢派内部対立、続く菅直人の消費税増税発言などに助けられて、自民党は51議席を獲得し、改選第一党となり与党の参院過半数獲得を阻止した。
2011年（平成23年）9月2日、菅直人内閣（→1次改造→2次改造）は東日本大震災（同年3月11日発生の東北地方太平洋沖地震による）の対応不手際などで総辞職。代わって野田佳彦が首相となったものの、野田内閣（→1次改造→2次改造→3次改造）は発足当初から閣僚の不祥事や離党者が連発し、民主党は分裂寸前であった。2012年（平成24年）9月の総裁選で安倍晋三が返り咲きを果たすと、野田との党首討論で解散総選挙の言質を引き出すことに成功する。12月、第46回衆院選で民主党は大敗、自民党は絶対安定多数を超える294議席を獲得（その後鳩山邦夫が復党し295人）、公明党も31議席を獲得し、3年3か月ぶりに与党復帰を果たした。同月25日、自由民主党総裁・安倍晋三は公明党代表・山口那津男と連立合意文書を交換。自公連立が3年3ヶ月ぶりに復活する事になり、12月26日、野田第3次改造内閣総辞職、第2次安倍内閣が発足した。

### 長期政権へ
三人続けて短命政権に終わった民主党は党勢を政権獲得前にまで回復させることができず、低迷が続いた。また、中堅野党の日本維新の会やみんなの党なども分裂・解党を繰り返し、野党は停滞状況に陥った。そのため、2013年（平成25年）の第23回参院選で公明党と合わせて過半数割れを解消、2014年（平成26年）の第47回衆院選でも現有議席をほぼ維持するなど、与党優位の体制が続いた。一方、大阪維新の会・都民ファーストの会の攻勢で自民党が議席を減らした大阪府議会・東京都議会では自公の不協和音が生じた。
2016年（平成28年）の第24回参院選では、民進党（民主党が改称）・共産党・社民党・生活の党の野党4党が共闘し、全一人区で候補者を一本化（民共共闘）して選挙戦に臨んだが、その一人区では32選挙区中21勝11敗で勝ち越すなどして、自民党は追加公認も含め56議席を（非改選と合わせて121議席）、一方の公明党も選挙区7人が当選、参院選における選挙区で獲得した議席として結党以来歴代最多の圧勝。また、いわゆる「改憲勢力」（自公におおさか維新の会、日本のこころを大切にする党、その他改憲に前向きな諸派・無所属議員を加えた勢力）が衆参両院で3分の2を超え、憲法改正の発議要件を満たすことになった。その後、民主党を離党し無所属で活動していた平野達男が入党したことで、27年ぶりに参院単独過半数を回復した。
2017年（平成29年）10月の第48回衆議院議員総選挙では、野党第一党の民進党が分裂し希望の党と立憲民主党が総選挙直前に誕生、無所属などに分裂。それに伴い、民進党・共産党・社民党・自由党の革新系野党4党共闘の形が崩れ、野党勢力が保守系の希望・維新と革新系の立民・共産・社民の二手に分裂。この三極体制のなか、自民党は小選挙区で218議席（うち無所属で当選後、公示日に遡って自民党公認となった議員3人を含む）、比例代表で66議席の選挙前と同じ284議席を獲得する圧勝。また北関東ブロック、東京ブロック、南関東ブロック、近畿ブロック、中国ブロックでは小選挙区の候補者が比例復活も含めて全員当選した。ただし公明党は立憲民主と希望の党の新党の間に埋没する形となったことも影響し、第45回衆議院議員総選挙以来9年ぶりに小選挙区（神奈川県第6区）で落選者が発生し小選挙区8議席、比例代表も定数削減のあおりを受け特に北関東ブロック・南関東ブロックを中心に得票を減らし21議席に終わり、合計29議席となり、目標としていた公示前議席維持の35議席を下回った。
その後も国政選挙で勝利を重ねるが、2024年（令和6年）10月の第50回衆議院議員総選挙で敗北、大幅に議席を減らし、野党の合計を下回る結果となる。しかし、野党の足並みが揃わず自公政権が継続することとなった。

## 与党関係

### 自由民主党の立場
自由民主党（自民党）は政権与党になった際はいずれの場合も最大多数派政党であり、自公連立政権においても主導的立場にある。
自公連立政権ではいずれの内閣においても、内閣総理大臣には自由民主党総裁が就任し、国務大臣、副大臣、大臣政務官の大半が自民党所属の議員である。

### 公明党の立場
公明党は連立政権内で国務大臣ポストを1人分割り当てられることが慣例となっており、2004年（平成16年）以降は、福田康夫改造内閣と麻生内閣で斉藤鉄夫が環境大臣を務めたのを除き、国土交通大臣を2年から4年間務めることが続いている。
また、公明党代表経験者である太田昭宏が第2次安倍内閣で入閣した例があるが、他の連立政権とは異なり、自公連立政権においては現職党首（公明党代表）の入閣は一切ない。
公明党は「政権のブレーキ役」を自認するが、特定秘密保護法の成立などを見ても、自民党が主張する政策・法案の成立に大きく協力しており、「自民党の補完勢力」になっているとの指摘がある。
自公連立政権誕生以来、公明党は自民党と対立しても最後は自民党の主張を大筋で受け入れることが多いため、「下駄の雪」と言われることもあるが、これについて公明党代表の山口那津男は、「公明党の役割を下駄に例えれば、鼻緒の役目を負っていると思う。鼻緒が切れれば、下駄は使い物にならない。単なる下駄の雪というのは極めて実態を見ない言い方だ」と反論している 。
2010年代からは国政・地方選挙の応援運動を活動の主軸とした代表の山口に代わって、副代表の北側一雄が与党協議の前面に出る例が増えている。
山口は2020年（令和2年）9月12日に発売されたジャーナリストの田原総一朗の対談を収録した「公明党に問う　この国のゆくえ」（毎日新聞出版）の中で、
- 1999年（平成11年）10月の自自公連立政権への参加について「金融危機で政治を安定させる必要があった」と説明。
- 野党に転落した2009年（平成21年）8月の衆院選で、8小選挙区で同党候補全員が落選したことについては、「やるせない悔しさ」だったと振り返った。
- 年金政策などで「公明党が福祉の党、平和の党と言いながら裏切ったことに批判の大半があった」と分析し、その上で、旧民主党政権で野党にとどまった理由を問われ、「（山口が防衛政務次官を務めた）細川（護熙）政権以来、民主党の人たちの大部分をよく知っていた。忍耐力や協調性に少々欠け、実現性が乏しく見える政策を掲げていた」と説明した。
- 一方で連立政権を形成する自民党に対しても短所も挙げ、年金や失業対策など「国民の琴線に触れるような、地に足のついたアイデアは自民党からはなかなか出てこない」と苦言を呈している。「口を開けば、『憲法改正、日米同盟、安保法制』だ」とも指摘した。
- 一方、新型コロナウイルス（COVID-19）の感染で、全国民への給付金を当初の「条件付きで1世帯30万円」から「一律で1人10万円」に変更させた経緯を「国民の求めに政策が追いついていなかった」と振り返り、同様の主張をした自民党の二階俊博幹事長とは「連携がなかった」とした[10]。

### 自公連立政権で生まれた首相
自公連立により生まれた首相（内閣総理大臣）は以下の通りである。
- 小渕恵三（自自連立→自自公連立→自公保連立政権）
- 森喜朗（自公保連立政権）
- 小泉純一郎（自公保連立政権→自公連立政権）
- 安倍晋三（第一次とも第二次とも自公連立政権）
- 福田康夫（自公連立政権）
- 麻生太郎（自公連立政権）
- 菅義偉（自公連立政権）
- 岸田文雄（自公連立政権）
- 石破茂（自公連立政権）

## 自公連立政権への批判

### 選挙
「選挙協力の名目で自民党の候補者の後援会名簿が創価学会側に渡ったことがあり、自民党選挙対策関係者や支持者がショックを受け、嘆いた」という報道もあった。
連立政権樹立後最初の総選挙となった2000年（平成12年）の第42回衆議院議員総選挙では、東京17区で自民党公認の平沢勝栄が公明党公認の山口那津男を、高知1区で自民党公認の福井照が公明党公認の石田祝稔をそれぞれ下した。同衆院選ではその他にも、千葉2区で自民党公認の江口一雄と公明党公認の富田茂之が、静岡1区で自民党公認の戸塚進也と公明党公認の大口善徳がそれぞれ直接対決したが、これらの選挙区については与党候補が共倒れする形になっている。なお、東京4区、東京20区、静岡1区、愛知1区では公明党候補擁立に伴う候補者調整で自民党公認を得られなかった人物が無所属で出馬し、このうち東京4区の森田健作と静岡1区の上川陽子が当選を果たしている。
2003年（平成15年）の総選挙以降は、衆議院小選挙区における自公の直接対決はないが、2005年（平成17年）に郵政民営化に反対し自民党を離党した八代英太と公明党太田昭宏が東京12区で対決した例や、2017年（平成29年）に大阪3区で公明党佐藤茂樹に対して自民党員の中条栄太郎が党公認を受けず無所属で挑んだ例はある。また、茨城7区では2017年（平成29年）の第48回まで公明党が自民党公認の永岡桂子ではなく対立候補である無所属の中村喜四郎を推薦していた（その後、中村の立憲民主党入党に伴い、逆に永岡推薦へ切り替え）ほか、福島4区でも2000年（平成12年）および2003年（平成15年）の総選挙において自民党公認の山内日出夫が立候補していたものの無所属の会の渡部恒三を推薦していた（こちらも茨城7区と同様、渡部恒三の民主党入党にともない2005年（平成17年）以降は渡部恒三への推薦を見送り）。
また、創価学会と対立関係にある新興宗教団体の中には、それまで自民党を支持していたのを改めて他党へ乗り換えたり、是々非々の方針を取る団体も現れるようになった。

代表的な例が立正佼成会で、第19回参議院議員通常選挙から事実上、民主党支援に切り替えた。2010年（平成22年）の第22回参議院議員通常選挙以降は佼成会が一定の影響力を持つ新日本宗教団体連合会（新宗連）も民主党支持に回り、その後継の民進党、立憲民主党まで引き継がれている。

創価学会と同じ日蓮正宗系だった冨士大石寺顕正会も、公明党の与党入りをきっかけに自民党に対して批判的な立場へと変わった。
生長の家は、1990年代に顕在化した本流運動と呼ばれる教団幹部同士の対立も重なり、対自民党中心だった政治活動から事実上撤退。第2次安倍内閣以降は顕正会と同じく、日本会議にも反対の態度を見せ始めた。

### 政策
公明党は連立樹立前には「福祉の党」、「平和の党」を訴え、「保守的な自民党の暴走を防止するブレーキの役割を果たす」と主張している。

## 自公連立政権で成立、改正した主な法律
以下は自自公、自公保連立政権時代に成立したものも含む。
- 「新・日米防衛協力のための指針」関連法
  - 周辺事態法
  - 自衛隊法（改正）
  - 物品役務相互提供協定（日米間・改訂）
- 住民基本台帳法（改正）
- 国旗・国歌法
- 通信傍受法
- 後期高齢者医療制度に関する法律（高齢者の医療の確保に関する法律）
- 国会法（改正）
- 国籍法（改正）
- 郵政民営化法
- 障害者自立支援法
- テロ対策特別措置法
- 国民投票法
- 教育基本法（改正）
- 防衛省設置法（および改正）
- 海賊対処法
- 公文書管理法
- 国家公務員法（改正）
- 自動車運転処罰法（および改正）
- 特定秘密保護法
- まち・ひと・しごと創生法
- マイナンバー法（および改正）
- 労働者派遣法（改正）
- 公職選挙法（改正）
- 平和安全法制
  - 我が国及び国際社会の平和及び安全の確保に資するための自衛隊法等の一部を改正する法律（平和安全法制整備法）
  - 国際平和共同対処事態に際して我が国が実施する諸外国の軍隊等に対する協力支援活動等に関する法律（国際平和支援法）
- 重要施設の周辺地域の上空における小型無人機等の飛行の禁止に関する法律
- 電気事業法（改正）
- ヘイトスピーチ規制法
- 統合型リゾート整備推進法
- 組織的な犯罪の処罰及び犯罪収益の規制等に関する法律（および改正）
- 天皇の退位等に関する皇室典範特例法
- 食品ロス削減推進法
- 働き方改革関連法（および改正）
- 出入国管理及び難民認定法（改正）
- 水道法（改正）
- 種苗法（改正）
- 新型インフルエンザ等対策特別措置法（改正）
- デジタル庁設置法
- デジタル社会形成基本法
- 重要施設周辺及び国境離島等における土地等の利用状況の調査及び利用の規制等に関する法律
- 経済施策を一体的に講ずることによる安全保障の確保の推進に関する法律